# Liste der längsten Flüsse in Mexiko

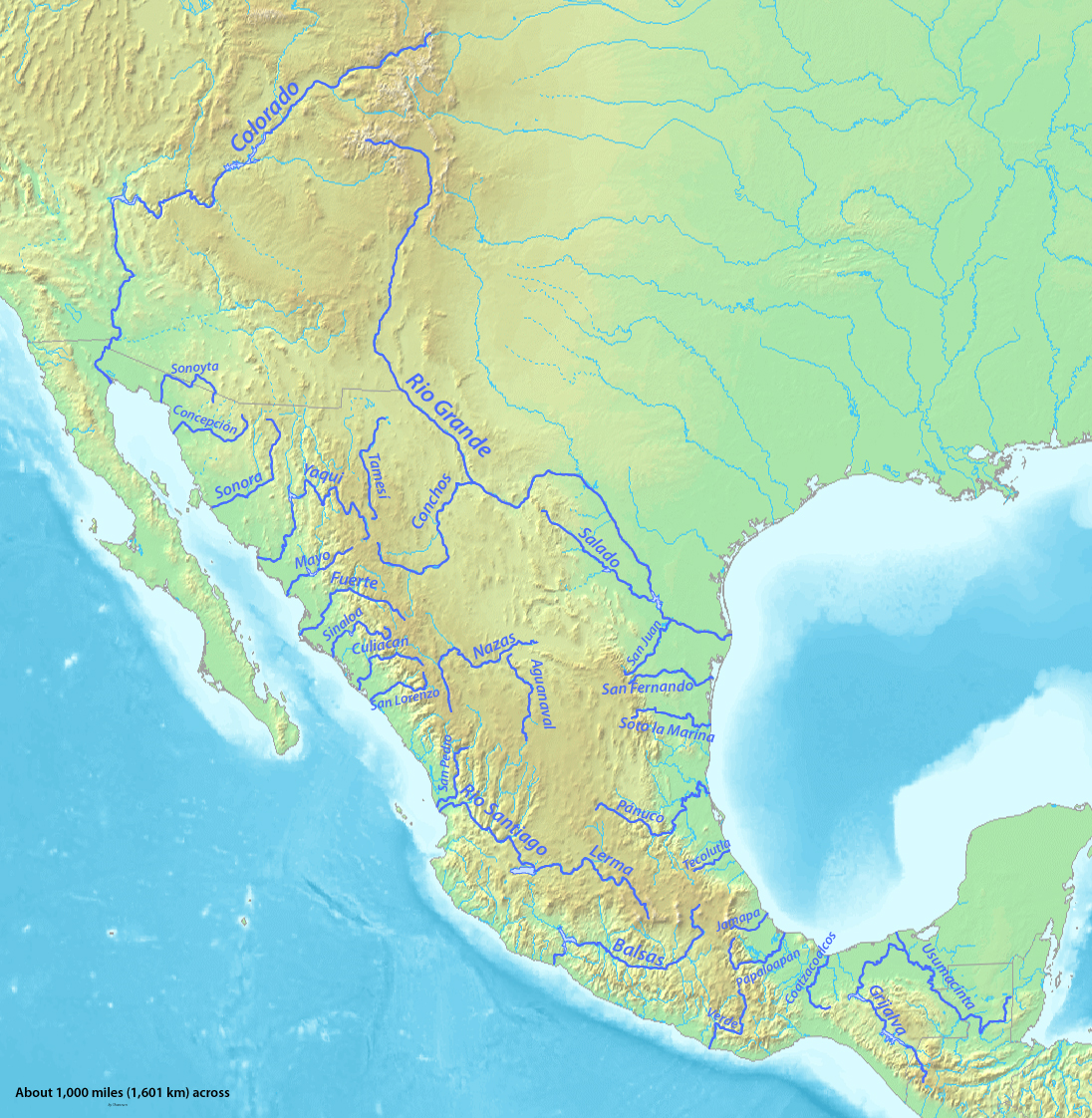
Karte der größten Flüsse Mexikos

Die nachfolgende Liste beinhaltet 26 mexikanische Flüsse mit einer Länge von mehr als 250 Kilometern. Bei drei Flüssen ist zu beachten, dass sie im Gebiet anderer Staaten, nämlich den USA und Guatemala, entspringen und teilweise Grenzflüsse sind; ihr Mündungsgebiet befindet sich jedoch auf dem Territorium Mexikos. Umgekehrt gibt es in dieser Liste keinen einzigen Flusslauf, der in Mexiko entspringt, aber in einem anderen Staat mündet.
Grundsätzlich ist festzustellen, dass die Flüsse im südlichen Mexiko zwar nicht sehr lang sind, aber wegen der relativ hohen Niederschlagsmengen im Petén sowie in den mexikanischen Bundesstaaten Chiapas, Veracruz und Tabasco bedeutende Mengen an Wasser führen. Die Flüsse im Norden Mexikos sind dagegen vergleichsweise lang, doch führen sie wegen der vorherrschenden Trockenheit in den Bundesstaaten Sonora, Chihuahua, Zacatecas, Coahuila, Querétaro, Michoacán, Durango, Nayarit, Guanajuato, Jalisco und Sinaloa nur in der winterlichen Regenzeit Wasser; in den regenarmen Monaten trocknen sie oft gänzlich aus. Auch die Entnahme von Wasser für agrarische Zwecke trägt zur Austrocknung der Flüsse im Norden Mexikos bei. Auf der langgestreckten Halbinsel Niederkalifornien gibt es keine natürlichen Wasserläufe, denn das wenige Regenwasser versickert sofort bzw. läuft oberirdisch schnell ab.
Auf der Halbinsel Yucatán gibt es zwar viel Regen, der jedoch schnell im rissigen Kalkboden verschwindet und sich nur über Lehm- und Tonschichten in ca. 15 bis 30 Metern Tiefe sammelt. Es existieren mehrere unterirdische Flusssysteme von teilweise beträchtlichen Ausmaßen, jedoch wenige oberirdische Flüsse. Die unterirdischen Wasserläufe Yucatáns sind über die von den Maya als heilig verehrten Cenotes zugänglich (vgl. auch Balancanché). 
Ein Problem vieler Flüsse in Mexiko ist die beständige und unkontrollierte Einleitung landwirtschaftlicher, industrieller oder menschlicher Abwässer (aguas negras). Hinzu kommt der überall zu findende Plastikmüll.
| Nr. | Name                        | Mündung                                            | Länge (km) | Einzugsgebiet (km²) | Wassermenge (Mio. m³/Jahr) | Bundesstaaten                                                            | Bild |
| --- | --------------------------- | -------------------------------------------------- | ---------- | ------------------- | -------------------------- | ------------------------------------------------------------------------ | ---- |
| 1   | Rio Grande (auch Río Bravo) | Golf von Mexiko 25° 57′ 22″ N, 97° 8′ 43″ W        | 3.108      | 466.939             | 6.090                      | Colorado, New Mexico, Texas, Chihuahua, Coahuila, Nuevo León, Tamaulipas |      |
| 2   | Colorado River              | Golf von Kalifornien 31° 48′ 57″ N, 114° 48′ 22″ W | 2.337      | 630.783             | 17.898                     | Colorado, Utah, Arizona, Nevada, Kalifornien, Sonora, Baja California    |      |
| 3   | Río Culiacán                | Pazifik 24° 29′ 32″ N, 107° 43′ 55″ W              | 875        | 15.731              | 3.161                      | Sinaloa                                                                  |      |
| 4   | Río Balsas                  | Pazifik 17° 56′ 22″ N, 102° 8′ 14″ W               | 770        | 117.406             | 16.587                     | Puebla, Morelos, Michoacán, Guerrero                                     |      |
| 5   | Río Lerma                   | Chapala-See 20° 15′ 0″ N, 103° 0′ 0″ W             | 708        | 47.116              | 4.742                      | México, Querétaro, Michoacán, Guanajuato, Jalisco                        |      |
| 6   | Río Grande de Santiago      | Pazifik 21° 38′ 0″ N, 105° 26′ 43″ W               | 562        | 76.416              | 7.849                      | Jalisco, Nayarit                                                         |      |
| 7   | Río Usumacinta              | Golf von Mexiko 18° 35′ 20″ N, 92° 41′ 20″ W       | 560        | 128.390             | 115.536                    | Petén, Chiapas, Tabasco                                                  |      |
| 8   | Río Nazas                   | Mapimi (Wüste) 25° 12′ 0″ N, 104° 12′ 0″ W         | 560        | 89.239              | 1.912                      | Durango, Zacatecas, Coahuila                                             |      |
| 9   | Río Fuerte                  | Golf von Kalifornien 25° 48′ 0″ N, 109° 25′ 0″ W   | 540        | 33.590              | 5.176                      | Sinaloa                                                                  |      |
| 10  | Río Pánuco                  | Golf von Mexiko 22° 16′ 0″ N, 97° 47′ 0″ W         | 510        | 84.956              | 20.330                     | Veracruz                                                                 |      |
| 11  | Río Conchos                 | Río Grande 29° 35′ 0″ N, 104° 25′ 0″ W             | 485        | 68.386              | 2.714                      | Chihuahua                                                                |      |
| 12  | Río Sonora                  | Golf von Kalifornien 28° 47′ 6″ N, 111° 55′ 11″ W  | 421        | 27.740              | 408                        | Sonora                                                                   |      |
| 13  | Río Soto La Marina          | Golf von Mexiko 23° 45′ 56″ N, 97° 44′ 13″ W       | 416        | 21.183              | 2.086                      | Tamaulipas                                                               |      |
| 14  | Río Yaqui                   | Golf von Kalifornien 27° 39′ 17″ N, 110° 37′ 26″ W | 410        | 72.540              | 3.163                      | Sonora                                                                   |      |
| 15  | Río Sinaloa                 | Golf von Kalifornien 25° 16′ 51″ N, 108° 29′ 43″ W | 400        | 12.260              | 2.126                      | Sinaloa                                                                  |      |
| 16  | Río San Fernando            | Golf von Mexiko 24° 55′ 0″ N, 97° 40′ 0″ W         | 400        | 17.744              | 1.545                      | Tamaulipas                                                               |      |
| 17  | Río Mayo (Sonora)           | Golf von Kalifornien 24° 45′ 0″ N, 109° 47′ 0″ W   | 386        | 15.113              | 1.232                      | Chihuahua, Sonora                                                        |      |
| 18  | Río Tecolutla               | Golf von Mexiko 20° 29′ 0″ N, 97° 0′ 0″ W          | 375        | 7.903               | 6.095                      | Veracruz                                                                 |      |
| 19  | Río Jamapa                  | Golf von Mexiko 19° 6′ 20″ N, 96° 6′ 28″ W         | 368        | 4.061               | 2.563                      | Veracruz                                                                 |      |
| 20  | Río Papaloapan              | Golf von Mexiko 18° 42′ 0″ N, 95° 38′ 0″ W         | 354        | 46.517              | 44.662                     | Oaxaca, Veracruz                                                         |      |
| 21  | Río Verde (Oaxaca)          | Pazifik 16° 25′ 23″ N, 94° 52′ 56″ W               | 342        | 5.937               | 5.937                      | Oaxaca                                                                   |      |
| 22  | Río Concepción              | Golf von Kalifornien 30° 32′ 0″ N, 113° 2′ 0″ W    | 335        | 25.808              | 123                        | Sonora                                                                   |      |
| 23  | Río Coatzacoalcos           | Golf von Mexiko 18° 9′ 0″ N, 94° 24′ 0″ W          | 325        | 17.369              | 28.093                     | Oaxaca, Veracruz                                                         |      |
| 24  | Río San Lorenzo             | Golf von Kalifornien 28° 24′ 0″ N, 110° 19′ 0″ W   | 315        | 8.919               | 1680                       | Durango, Sinaloa                                                         |      |
| 25  | Río Sonoyta                 | Golf von Kalifornien 31° 16′ 0″ N, 113° 19′ 0″ W   | 311        | 7.653               | 16                         | Sonora                                                                   |      |
| 26  | Río San Pedro               | Pazifik 21° 43′ 41″ N, 105° 29′ 30″ W              | 255        | 26.480              | 3.417                      | Durango, Nayarit                                                         |      |